# Eremitu
Eremitu (węg. Nyárádremete) – wieś w Rumunii, w okręgu Marusza, w gminie Eremitu. W 2011 roku liczyła 1785 mieszkańców.